# Ernesto Gunther di Schleswig-Holstein-Sonderburg-Augustenburg
Ernesto Gunther di Schleswig-Holstein-Sonderburg-Augustenburg (Lubsko, 11 agosto 1863 – Przemków, 22 febbraio 1921), fu duca titolare di Schleswig-Holstein.

## Biografia

### Infanzia

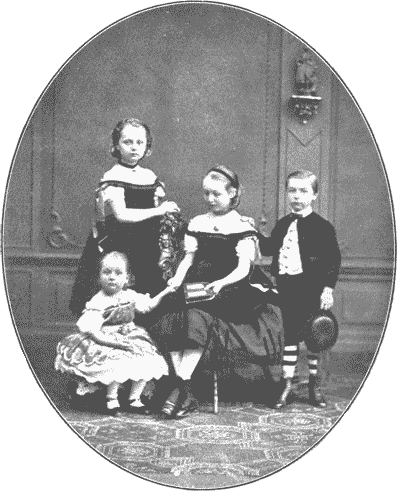
Ernesto in tenera età fotografato coi fratelli nel 1876

Era figlio del duca di Schleswig-Holstein Federico VIII di Schleswig-Holstein-Sonderburg-Augustenburg e della moglie, per nascita principessa Adelaide di Hohenlohe-Langenburg.

### Matrimonio

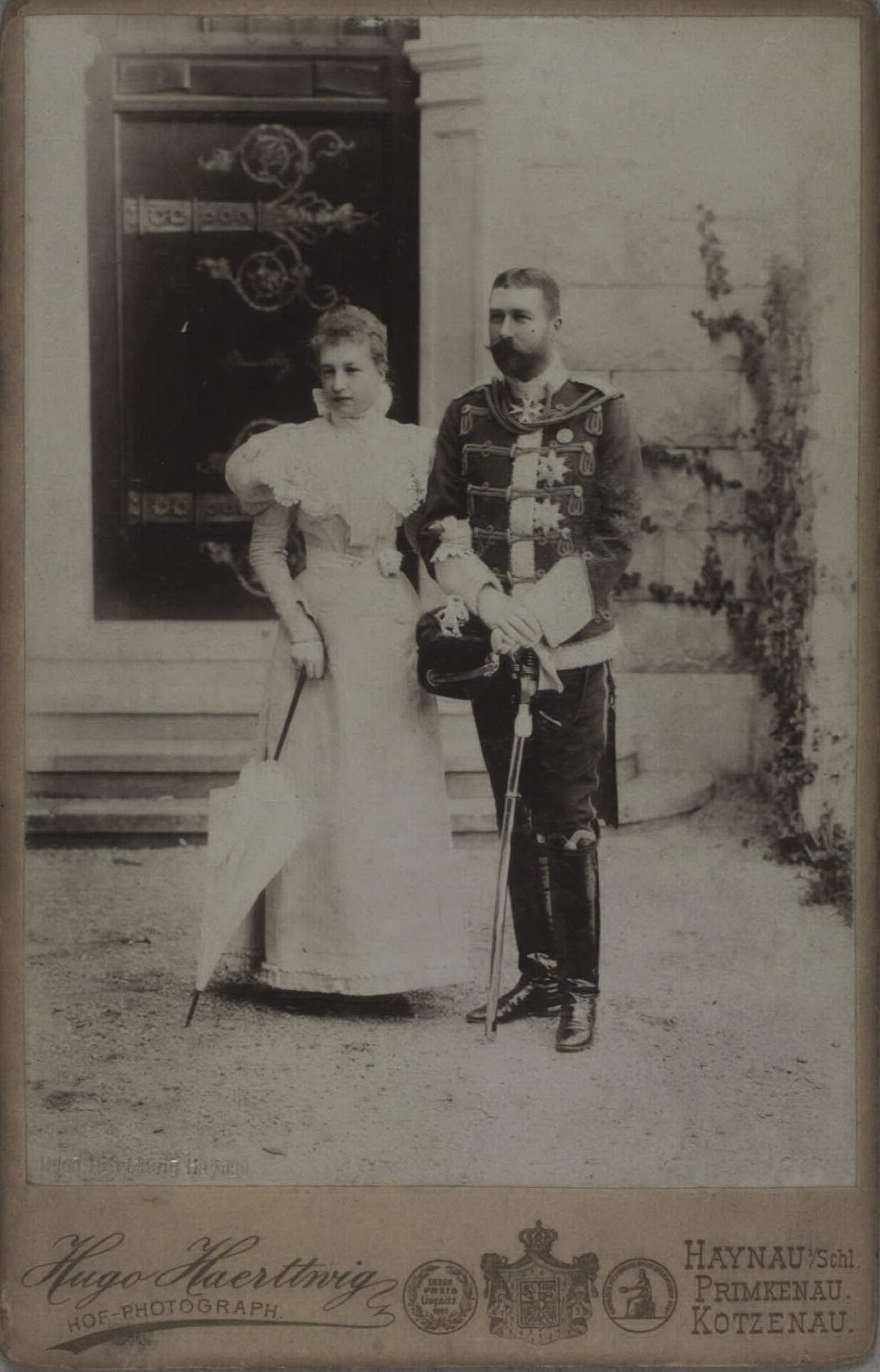
Ernesto e Dorotea di Sassonia-Coburgo-Kohary

Sposò la principessa Dorotea di Sassonia-Coburgo-Kohary, figlia del principe Filippo di Sassonia-Coburgo-Kohary e della principessa Luisa Maria del Belgio. La coppia, non avendo avuto figli, l'11 novembre 1920 adottò il principe Giovanni Giorgio e sua sorella la principessa Maria Luisa, figli del principe Alberto di Schleswig-Holstein-Sonderburg-Glücksburg.

### Morte

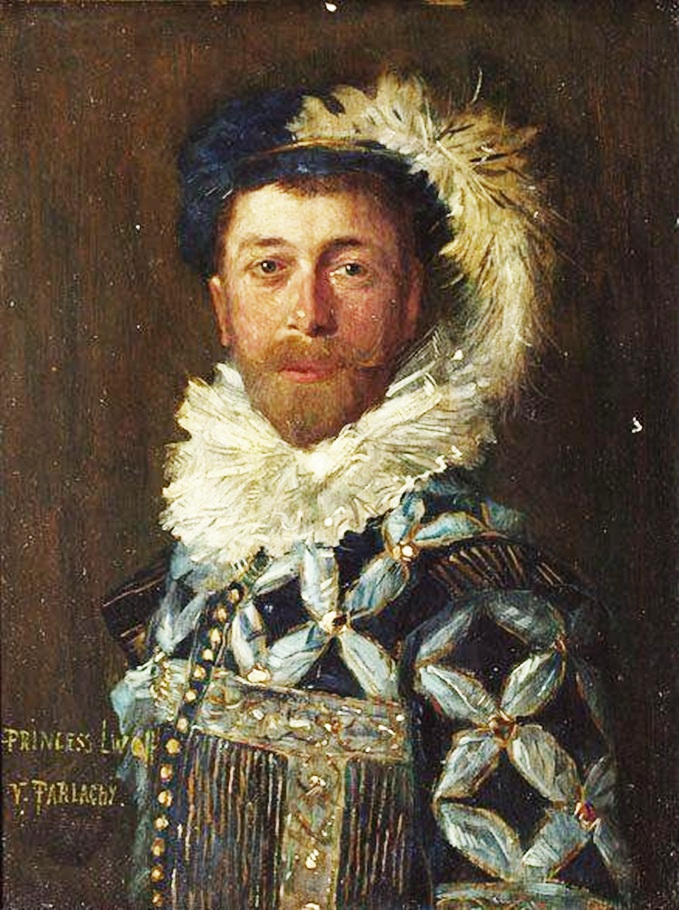
Ritratto di Ernest Guenther di Vilma Lwoff-Parlaghy

Ernesto morì il 22 febbraio 1921 a Przemków.

## Ascendenza
|                                                               |                                          |                                                                   | Genitori                                        |  |  | Nonni |  |  | Bisnonni                                                            |  |  | Trisnonni                                                          |  |
|                                                               |                                          |                                                                   |                                                 |  |  |       |  |  | Federico Cristiano II di Schleswig-Holstein-Sonderburg-Augustenburg |  |  | Federico Cristiano I di Schleswig-Holstein-Sonderburg-Augustenburg |  |
|                                                               |                                          |                                                                   |                                                 |  |  |       |  |  | Federico Cristiano II di Schleswig-Holstein-Sonderburg-Augustenburg |  |  | Federico Cristiano I di Schleswig-Holstein-Sonderburg-Augustenburg |  |
|                                                               |                                          | Carlotta Amalia Guglielmina di Schleswig-Holstein-Sonderburg-Plön |                                                 |  |  |       |  |  | Federico Cristiano II di Schleswig-Holstein-Sonderburg-Augustenburg |  |  |                                                                    |  |
| Cristiano di Schleswig-Holstein-Sonderburg-Augustenburg       |                                          |                                                                   |                                                 |  |  |       |  |  | Federico Cristiano II di Schleswig-Holstein-Sonderburg-Augustenburg |  |  |                                                                    |  |
|                                                               |                                          | Luisa Augusta di Danimarca                                        | Cristiano VII di Danimarca                      |  |  |       |  |  |                                                                     |  |  |                                                                    |  |
|                                                               |                                          | Luisa Augusta di Danimarca                                        | Cristiano VII di Danimarca                      |  |  |       |  |  |                                                                     |  |  |                                                                    |  |
|                                                               |                                          | Luisa Augusta di Danimarca                                        | Carolina Matilde di Hannover                    |  |  |       |  |  |                                                                     |  |  |                                                                    |  |
| Federico VIII di Schleswig-Holstein-Sonderburg-Augustenburg   |                                          | Luisa Augusta di Danimarca                                        |                                                 |  |  |       |  |  |                                                                     |  |  |                                                                    |  |
|                                                               |                                          | Christian Conrad Sophus di Danneskiold-Samsøe                     | Frederik Christian di Danneskiold-Samsøe        |  |  |       |  |  |                                                                     |  |  |                                                                    |  |
|                                                               |                                          | Christian Conrad Sophus di Danneskiold-Samsøe                     | Frederik Christian di Danneskiold-Samsøe        |  |  |       |  |  |                                                                     |  |  |                                                                    |  |
|                                                               |                                          | Christian Conrad Sophus di Danneskiold-Samsøe                     | Nicoline Rosenkrantz                            |  |  |       |  |  |                                                                     |  |  |                                                                    |  |
| Luisa Sofia di Danneskiold-Samsøe                             |                                          | Christian Conrad Sophus di Danneskiold-Samsøe                     |                                                 |  |  |       |  |  |                                                                     |  |  |                                                                    |  |
|                                                               |                                          | Johanne Henriette Valentine Kaas                                  | Fredrik Christian Kaas                          |  |  |       |  |  |                                                                     |  |  |                                                                    |  |
|                                                               |                                          | Johanne Henriette Valentine Kaas                                  | Fredrik Christian Kaas                          |  |  |       |  |  |                                                                     |  |  |                                                                    |  |
|                                                               |                                          | Johanne Henriette Valentine Kaas                                  | Edele Sofie Sparre                              |  |  |       |  |  |                                                                     |  |  |                                                                    |  |
| Ernesto Gunther di Schleswig-Holstein-Sonderburg-Augustenburg |                                          | Johanne Henriette Valentine Kaas                                  |                                                 |  |  |       |  |  |                                                                     |  |  |                                                                    |  |
|                                                               | Carlo Ludovico I di Hohenlohe-Langenburg | Cristiano Alberto di Hohenlohe-Langenburg                         |                                                 |  |  |       |  |  |                                                                     |  |  |                                                                    |  |
|                                                               | Carlo Ludovico I di Hohenlohe-Langenburg | Cristiano Alberto di Hohenlohe-Langenburg                         |                                                 |  |  |       |  |  |                                                                     |  |  |                                                                    |  |
|                                                               | Carlo Ludovico I di Hohenlohe-Langenburg | Carolina di Stolberg-Gedern                                       |                                                 |  |  |       |  |  |                                                                     |  |  |                                                                    |  |
| Ernesto I di Hohenlohe-Langenburg                             | Carlo Ludovico I di Hohenlohe-Langenburg |                                                                   |                                                 |  |  |       |  |  |                                                                     |  |  |                                                                    |  |
|                                                               |                                          | Amalia Enrichetta di Solms-Baruth                                 | Giovanni Cristiano di Solms-Baruth              |  |  |       |  |  |                                                                     |  |  |                                                                    |  |
|                                                               |                                          | Amalia Enrichetta di Solms-Baruth                                 | Giovanni Cristiano di Solms-Baruth              |  |  |       |  |  |                                                                     |  |  |                                                                    |  |
|                                                               |                                          | Amalia Enrichetta di Solms-Baruth                                 | Federica Luisa di Reuss-Köstritz                |  |  |       |  |  |                                                                     |  |  |                                                                    |  |
| Adelaide di Hohenlohe-Langenburg                              |                                          | Amalia Enrichetta di Solms-Baruth                                 |                                                 |  |  |       |  |  |                                                                     |  |  |                                                                    |  |
|                                                               |                                          | Emilio Carlo di Leiningen                                         | Carlo Federico Guglielmo di Leiningen           |  |  |       |  |  |                                                                     |  |  |                                                                    |  |
|                                                               |                                          | Emilio Carlo di Leiningen                                         | Carlo Federico Guglielmo di Leiningen           |  |  |       |  |  |                                                                     |  |  |                                                                    |  |
|                                                               |                                          | Emilio Carlo di Leiningen                                         | Guglielmina Luisa di Solms-Rödelheim-Assenheim  |  |  |       |  |  |                                                                     |  |  |                                                                    |  |
| Feodora di Leiningen                                          |                                          | Emilio Carlo di Leiningen                                         |                                                 |  |  |       |  |  |                                                                     |  |  |                                                                    |  |
|                                                               |                                          | Vittoria di Sassonia-Coburgo-Saalfeld                             | Francesco Federico di Sassonia-Coburgo-Saalfeld |  |  |       |  |  |                                                                     |  |  |                                                                    |  |
|                                                               |                                          | Vittoria di Sassonia-Coburgo-Saalfeld                             | Francesco Federico di Sassonia-Coburgo-Saalfeld |  |  |       |  |  |                                                                     |  |  |                                                                    |  |
|                                                               |                                          | Vittoria di Sassonia-Coburgo-Saalfeld                             | Augusta di Reuss-Ebersdorf                      |  |  |       |  |  |                                                                     |  |  |                                                                    |  |
|                                                               |                                          | Vittoria di Sassonia-Coburgo-Saalfeld                             |                                                 |  |  |       |  |  |                                                                     |  |  |                                                                    |  |